# Ballet Flamenco de Madrid
El Ballet Flamenco de Madrid nace en el año 2001 como compañía independiente de teatro transformándose en Asociación cultural sin ánimo de lucro en noviembre de 2009. Durante su recorrido formativo como artístico y divulgativo se ha caracterizado por un intenso trabajo en la recuperación y actualización de la escuela de la danza española, la danza bolera y el flamenco. Este esfuerzo por mantener lo ortodoxo en el concepto de la danza Española se ha visto materializado en los diversos espectáculos y obras producidas y realizadas:
- Carmen de Bizet.[1]
- El Amor Brujo.
- Antología de la Danza Española y Flamenco.
- España Baila Flamenco.
- Madrid Flamenco.
- Carmina Burana.

## Formación y escuela

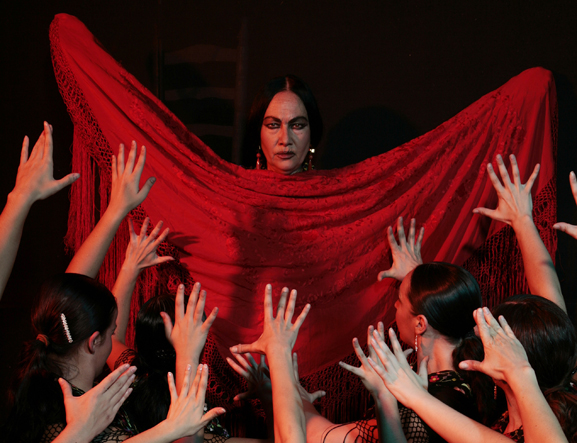
Sara Lezana.

En el equipo de formación puede mencionarse la presencia de Sara Lezana, bailarina y coreógrafa formada en la escuela de danza Amor de Dios habiendo sido alumna de Juan María Bourio; y Manuel Porro Ruiz, bailarín e integrante de los grupos como los Trianas y los Flamencos. Formado en distintas escuelas, habiendo creado su propia escuela de danza en 1952; y Luciano Ruiz Salazar, formado también en la escuela de danza Amor de Dios, con Bourio. Director de producción y montaje. Creador de las diferentes producciones, eventos, representaciones y divulgación.

## Escuela de danza y divulgación
Uno de los objetivos prioritarios de la asociación es la enseñanza y recuperación de la danza Española en su más amplio aspecto. Así se intenta recuperar la escuela clásica y la bolera, así como el flamenco en su raíz más profunda. Para ello se crean talleres y escuelas formativas tanto a nivel nacional como internacional. Se han formado más de 200 bailarines y 50 músicos, habiéndose nutrido del repertorio en el cual trabaja todo el equipo de formación y enseñanza del Ballet Flamenco.
Como fruto de este esfuerzo didáctico y en el ánimo de mostrar la belleza de la danza clásica flamenca y actualización de los compositores y obras clásicas del género español como son los maestros Turina, Albéniz, Granados, Rodrigo, etc. Se han puesto en escena varios de los autores aquí mencionados y que conforman la parte musical del repertorio del ballet clásico español.

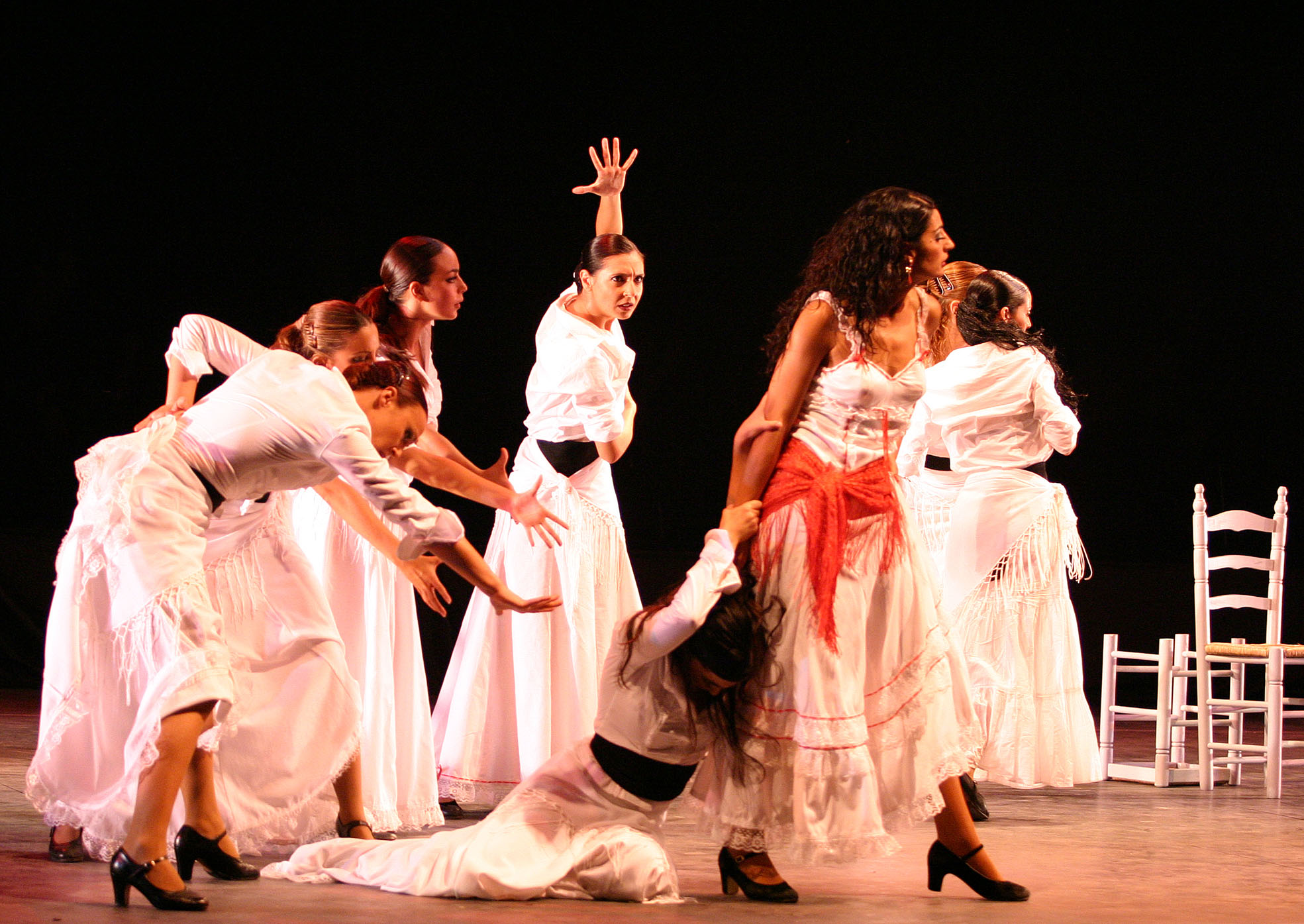
Carmen de Bizet representado por el Ballet Flamenco de Madrid en junio de 2007 en el Teatro Reina Victoria de Madrid.

Así se han producido las siguientes obras:
- Año 2003:CARMEN DE BIZET (Patio Central de Conde Duque). EL AMOR BRUJO Y DANZAS DE ESPAÑA (Teatro Alcázar).
- Año 2005: ESPAÑA BAILA FLAMENCO (Teatro Real Cinema de Madrid) 210 representaciones.
- Año 2006: ESPAÑA BAILA FLAMENCO (Teatro Real Cinema de Madrid) 190 representaciones.
- Año 2007: ESPAÑA BAILA FLAMENCO (Teatro del Arenal) 384 representaciones. CARMEN DE BIZET (Teatro Reina Victoria de Madrid) 228 representaciones.
- Año 2008: MADRID FLAMENCO (Teatro Reina Victoria) 192 representaciones. ESPAÑA BAILA FLAMENCO (Teatro Arenal) 29 de mayo de 2007 al 6 de enero de 2008.
- Año 2009: CARMEN DE BIZET (Teatro Reina Victoria) 154 representaciones. ANTOLOGÍA DE LA DANZA ESPAÑOLA Y FLAMENCO (Teatro Infanta Isabel) 46 representaciones.
- Año 2010: ESPAÑA BAILA FLAMENCO (Teatro Muñoz Seca) del 25 de mayo de 2010 al 28 de agosto de 2011. 510 representaciones. CARMEN DE BIZET (Teatro Nuevo Apolo) 151 representaciones.[2]
- Año 2011: ESPAÑA BAILA FLAMENCO (Teatro Reina Victoria) 8 de noviembre de 2011 al 8 de enero de 2012. CARMEN DE BIZET (Teatro Zorrilla - Valladolid) 14 al 16 de octubre de 2011.[3]
- Año 2012: CARMEN DE BIZET (Teatro Nuevo Apolo) 180 representaciones. (Centro de las Artes Escénicas y de la Música de Salamanca) 2 galas.
- Año 2013: ESPAÑA BAILA FLAMENCO (Teatro Muñoz Seca) 474 representaciones. CARMEN DE BIZET (Teatro Rialto) 132 representaciones. (Teatro Tívoli) 108 representaciones.
- Año 2014: FLAMENCO FEELING (Teatro Fígaro) 120 representaciones. CARMEN DE BIZET (Teatro Fígaro) 248 representaciones.
- Año 2015: FLAMENCO FEELING (Teatro Arlequín) En cartelera hasta el 30 de junio de 2016.

El Ballet Flamenco de Madrid ha presentado en numerosos países obras como Carmen, Carmina Burana, Madrid Flamenco, España Baila Flamenco, Antología de la Danza Española y Flamenco. Asimismo, en los años 2003 y 2006, representó a España en el festival internacional de Pekín, donde participaron 54 países.
El 31 de agosto de 2009 se celebró en el Teatro Reina Victoria de Madrid una función especial dedicada al acto de celebración de las 1400 funciones realizadas sólo en Madrid por la compañía donde se le entregó a Sara Lezana un premio por la labor realizada y dedicación a la cultura española a lo largo de toda su carrera artística así como el otorgamiento de una butaca honorífica.